# تیم آسوبی
تیم اسوبی (به انگلیسی: Team Asobi) یک توسعه‌دهنده بازی ویدئویی ژاپنی که در توکیو قرار دارد. این استودیو، یک توسعه‌دهنده اول شخص و یکی از استودیوهای پلی‌استیشن می‌باشد. در ابتدا، تیم اسوبی در سال ۲۰۱۲ به عنوان بخشی از استودیو ژاپن تشکیل شد اما در ژوئن ۲۰۲۱ به‌طور رسمی به عنوان استودیوی مستقل و زیرمجموعه سونی اینتراکتیو انترتینمنت به فعالیت خود ادامه داد.

## بازی‌های توسعه‌یافته
| سال  | عنوان                    | پلتفرم(ها)  | منبع(ها) |
| ---- | ------------------------ | ----------- | -------- |
| ۲۰۱۳ | اتاق بازی                | پلی‌استیشن ۴ | [ ۴ ]    |
| ۲۰۱۶ | اتاق بازی واقعیت مجازی   | پلی‌استیشن ۴ | [ ۵ ]    |
| ۲۰۱۸ | ربات استرو: مأموریت نجات | پلی‌استیشن ۴ | [ ۶ ]    |
| ۲۰۲۰ | اتاق بازی استرو          | پلی‌استیشن ۵ | [ ۷ ]    |
| ۲۰۲۴ | آسترو بات                | پلی‌استیشن ۵ | [ ۸ ]    |